# Stephen Weiss
Stephen Weiss (* 3. dubna 1983, Toronto, Kanada) je bývalý kanadský profesionální hokejista, který naposledy hrál za klub NHL Detroit Red Wings.

## Hráčská kariéra
Hrál juniorskou OHL ligu za tým Plymouth Whalers z něhož byl draftován byl v roce 2001 týmem Florida Panthers jako 4. v celkovém pořadí. V první sezóně po draftu odehrál za Floridu jen 7 utkání jinak ji strávil ještě v OHL. Od sezony 2002/2003 už nastupoval pravidelně za Floridu. V sezónách 2008/09 a 2009/10 byl nejproduktivnějším hráčem Floridy podle kanadského bodování. 5. 7. 2013 se jako volný hráč na pět let upsal týmu Detroit Red Wings.
Sportovní kariéru ukončil v roce 2015.

## Ocenění a úspěchy
- 2000 OHL – Druhý All-Rookie Tým
- 2001 CHL – Top Prospects Game
- 2003 NHL – YoungStars Roster

## Prvenství
- Debut v NHL – 3. dubna 2002 (Florida Panthers proti Pittsburgh Penguins)
- První gól v NHL – 3. dubna 2002 (Florida Panthers proti Pittsburgh Penguins, kanadskému brankáři Jean-Sébastien Aubin)
- První asistence v NHL – 8. dubna 2002 (Philadelphia Flyers proti Florida Panthers)
- První hattrick v NHL – 13. ledna 2007 (Florida Panthers proti Washington Capitals)

## Klubová statistika
| Sezóna       | Klub                  | Soutěž       |     | Základní část | Základní část | Základní část | Základní část | Základní část |   | Play off | Play off | Play off | Play off | Play off |
| Sezóna       | Klub                  | Soutěž       | Z   | G             | A             | B             | TM            | Z             | G | A        | B        | TM       |          |          |
| 1998–99      | North York Rangers    | OPJHL        | 35  | 15            | 22            | 37            | 10            | —             | — | —        | —        | —        |          |          |
| 1999–00      | Plymouth Whalers      | OHL          | 64  | 24            | 42            | 66            | 35            | 23            | 8 | 18       | 26       | 18       |          |          |
| 2000–01      | Plymouth Whalers      | OHL          | 62  | 40            | 47            | 87            | 45            | 18            | 7 | 16       | 23       | 10       |          |          |
| 2001–02      | Florida Panthers      | NHL          | 7   | 1             | 1             | 2             | 0             | —             | — | —        | —        | —        |          |          |
| 2001–02      | Plymouth Whalers      | OHL          | 46  | 25            | 45            | 70            | 69            | 6             | 2 | 7        | 9        | 13       |          |          |
| 2002–03      | Florida Panthers      | NHL          | 77  | 6             | 15            | 21            | 17            | —             | — | —        | —        | —        |          |          |
| 2003–04      | San Antonio Rampage   | AHL          | 10  | 6             | 3             | 9             | 14            | —             | — | —        | —        | —        |          |          |
| 2003–04      | Florida Panthers      | NHL          | 50  | 12            | 17            | 29            | 10            | —             | — | —        | —        | —        |          |          |
| 2004–05      | San Antonio Rampage   | AHL          | 62  | 15            | 23            | 38            | 38            | —             | — | —        | —        | —        |          |          |
| 2004–05      | Chicago Wolves        | AHL          | 18  | 7             | 9             | 16            | 12            | 18            | 2 | 7        | 9        | 17       |          |          |
| 2005–06      | Florida Panthers      | NHL          | 41  | 9             | 12            | 21            | 22            | —             | — | —        | —        | —        |          |          |
| 2006–07      | Florida Panthers      | NHL          | 74  | 20            | 28            | 48            | 28            | —             | — | —        | —        | —        |          |          |
| 2007–08      | Florida Panthers      | NHL          | 74  | 13            | 29            | 42            | 40            | —             | — | —        | —        | —        |          |          |
| 2008–09      | Florida Panthers      | NHL          | 78  | 14            | 47            | 61            | 22            | —             | — | —        | —        | —        |          |          |
| 2009–10      | Florida Panthers      | NHL          | 80  | 28            | 32            | 60            | 40            | —             | — | —        | —        | —        |          |          |
| 2010–11      | Florida Panthers      | NHL          | 76  | 21            | 28            | 49            | 49            | —             | — | —        | —        | —        |          |          |
| 2011–12      | Florida Panthers      | NHL          | 80  | 20            | 37            | 57            | 60            | 7             | 3 | 2        | 5        | 6        |          |          |
| 2012–13      | Florida Panthers      | NHL          | 17  | 1             | 3             | 4             | 25            | —             | — | —        | —        | —        |          |          |
| 2013–14      | Detroit Red Wings     | NHL          | 26  | 2             | 2             | 4             | 12            | —             | — | —        | —        | —        |          |          |
| 2014–15      | Grand Rapids Griffins | AHL          | 3   | 2             | 0             | 2             | 0             | —             | — | —        | —        | —        |          |          |
| 2014–15      | Detroit Red Wings     | NHL          | 52  | 9             | 16            | 25            | 16            | 2             | 0 | 0        | 0        | 0        |          |          |
| Celkem v NHL | Celkem v NHL          | Celkem v NHL | 732 | 156           | 267           | 423           | 341           | 9             | 3 | 2        | 5        | 6        |          |          |

## Reprezentace
| Rok                       | Tým                       | Soutěž                    | Z  | G  | A | B  | TM |
| ------------------------- | ------------------------- | ------------------------- | -- | -- | - | -- | -- |
| 2000                      | Kanada Ontario 17         | WHC-17                    | 5  | 7  | 2 | 9  | 2  |
| 2002                      | Kanada 20                 | MSJ                       | 6  | 3  | 1 | 4  | 6  |
| Juniorská kariéra celkově | Juniorská kariéra celkově | Juniorská kariéra celkově | 11 | 10 | 3 | 13 | 8  |